# Buin Zoo
El  Bioparque Buin Zoo es un Bioparque, ubicado en la comuna de Buin, Región Metropolitana de Chile. Forma parte de la Asociación Latinoamericana de Parques Zoológicos y Acuarios (ALPZA).
Con más de 3000 ejemplares de 450 especies diferentes, Buin Zoo ha logrado una gran reputación por su iniciativa de conservación, alto cuidado de especies en peligro y programas de mejoramiento para la óptima salud de los animales.
El parque cuenta con 18 hectáreas construidas. Todas las especies que se encuentran en Buin Zoo están organizadas dentro del parque de acuerdo a la zona geográfica a la que pertenecen: Zonas Americana, Chilena, Asia-Oceanía, Europea y Africana. Además de estas zonas, cuenta con edificios cerrados dedicados a ciertos animales con características especiales: aves, artrópodos, reptiles, anfibios, animales de granja y animales nocturnos.
Tras un censo de especies en 2013, se obtuvo un total de más de 400 especies en el zoológico. Han llegado seis especies de serpientes venenosas y más recientemente dos ejemplares de rinoceronte blanco y un macho de orangután, siendo estas dos últimas especies las únicas que hay en Chile.
Desde el 4 de octubre de 2024, en el marco del día de los animales y la celebración de los 30 años de la institución, se anuncia la transición de Buin Zoo, pasando a ser un Bioparque.

## Animales, zonas y atracciones
El zoológico posee más de 2000 animales de sobre 400 especies, distribuidos según su región de origen en: "Zoona" Americana, "Zoona" Chilena, "Zoona" Africana y "Zoona" Asia-Oceanía. También en edificios o zonas especiales para algunas especies.

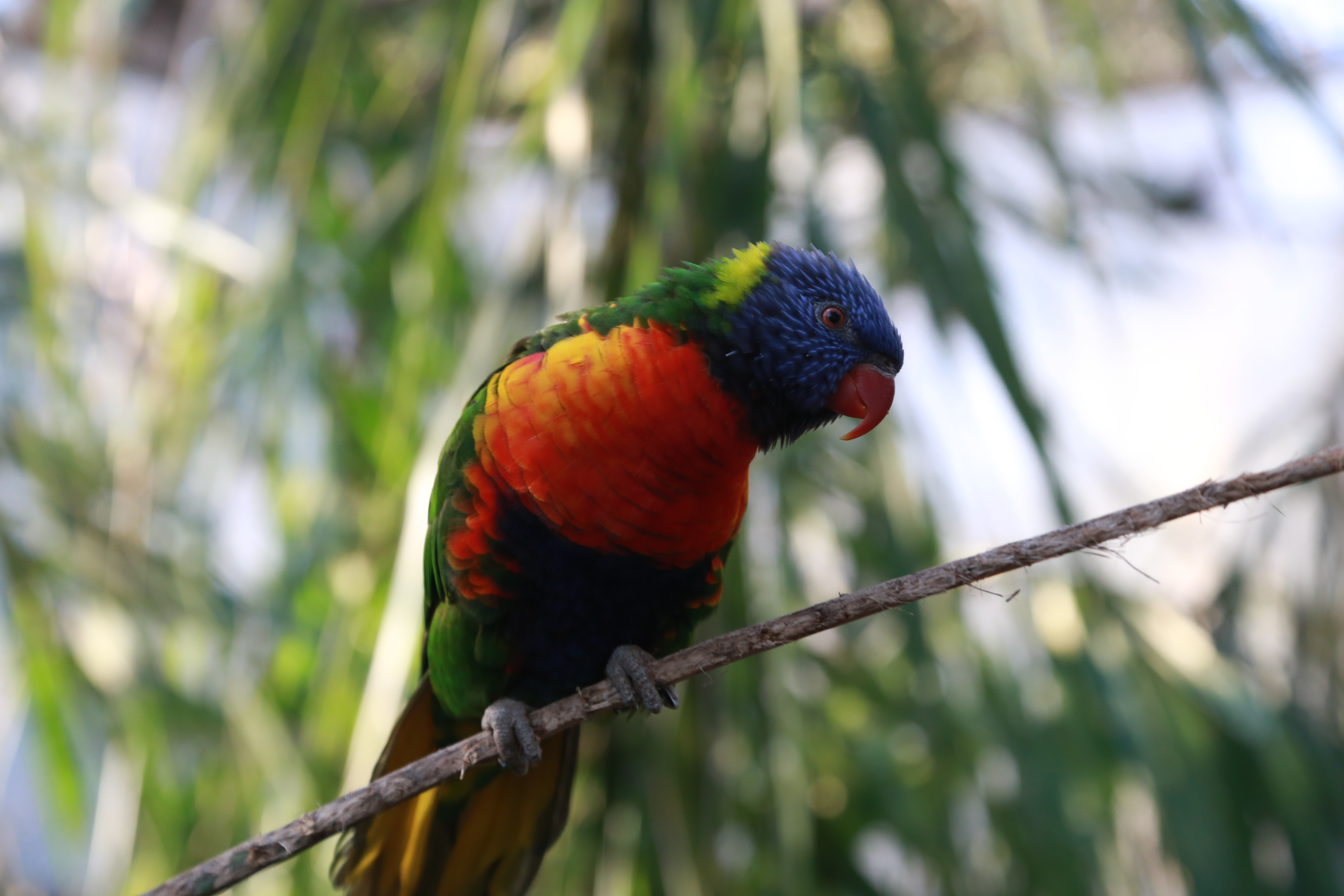
Loris Arcoiris "Trichoglossus moluccanus"

### Zoona Americana
- Tapir amazónico
- Chajá
- Jaguar
- Caracal
- Mono caí
- Mono araña peruano
- Guacamayo aliverde
- Guacamayo escarlata
- Guacamayo azul amarillo
- Tucán toco
- Mara patagónica
- Ñandú de Darwin
- Oso pardo
- Tití cabeciblanco
- Tití manos doradas

### Aves
- Guacamayo azulamarillo
- Guacamayo escarlata
- Guacamayo rojo
- Tucán toco
- Ñandú
- Ganso de Hawái
- Cotorra argentina
- Cóndor andino
- Ñandú de Darwin
- Jote de cabeza colorada
- Gaviota dominicana
- Pelícano peruano
- Tiuque
- Aguilucho
- Halcón peregrino
- Cernícalo
- Águila mora
- Peuco
- Canquén
- Pavo real
- Faisán común
- Faisán dorado
- Faisán de Lady Amherst
- Faisán orejudo azul
- Faisán venerado
- Faisán plateado
- Cisne negro
- Cacatúa de moño amarillo
- Cacatúa ninfa
- Emú
- Pato mandarín
- Loris arcoiris
- Rosella roja
- Rosella
- Perico barraband
- Loro rabadilla roja
- Cata australiana
- Pato tarro australiano
- Cisne vulgar
- Pato real
- Pato colorado europeo
- Barnacla cuelliroja
- Ánsar indio
- Avestruz
- Cigüeña blanca
- Pelícano vulgar
- Grulla común
- Grulla coronada cuelligris
- Garza blanca
- Grulla del paraíso
- Gallina crestada de Guinea
- Loro gris africano
- Turaco de Guinea
- Tucúquere
- Lechuza común
- Nuco
- Bandurria
- Cisne de cuello negro
- Coscoroba
- Cuervo de pantano
- Flamenco chileno
- Grulla cuelliblanca
- Pato jergón
- Pato negro
- Pato overo
- Tagua de frente roja
- Amazona frentiazul
- Maracaná de cuello dorado
- Chajá
- Hocofaisán
- Garza cuca
- Ibis escarlata
- Perrito o cigüeñuela de cola negra
- Pato carolino
- Gallo y gallina
- Pato doméstico
- Choroy
- Tricahue
- Cardenal común
- Calafate

### Reptiles
- Cocodrilo del Nilo
- Pitón reticulada
- Anaconda amarilla
- Iguana común
- Cocodrilo enano
- Caimán de anteojos
- Tortuga de orejas rojas de la India
- Boa constrictora
- Boa de las vizcacheras
- Esquinco de lengua azul
- Tortuga mordedora
- Dragón chino de agua
- Serpiente del maíz
- Falsa coral
- Mamba verde
- Cobra egipcia
- Cobra escupidora roja
- Serpiente cabeza de cobre
- Serpiente boca de algodón
- Cascabel de los bosques
- Tortuga leopardo
- Tortuga cuello de serpiente
- Culebra ratonera de los Everglades
- Camaleón velado
- Lagarto colorado
- Lagarto overo
- Gecko de las palmeras o gecko de línea blanca
- Tortuga de patas amarillas
- Lagarto armadillo
- Pitón bola
- Serpiente ratonera tigre
- Lagarto gigante plateado
- Serpiente rey de California
- Gecko de cola gruesa
- Gecko leopardo
- Gecko de Bibron
- Gecko de Nueva Caledonia
- Monstruo de Gila

### Zoona Chilena
- Ñandú Americano
- Alpaca
- Guanaco
- Llama
- Nuco
- Águila mora
- Puma
- Zorro Chilla
- Lobo marino sudamericano
- Gaviota dominicana

### Zoona Asia/Oceanía
- Gibón De Manos Blancas
- Orangután Borneo
- Tigre de Bengala
- Oso Malayo
- Leopardo De Las Nieves
- Camello
- Ciervo Chital
- Lobo Euroasiático
- Cebra
- Casuario

#### Sendero Loris
- Rosela Oriental
- Loris Arcoíris
- Cisne Negro

#### Sendero Australia
- Canguro Rojo

- Emú
- Walabí

### Zoona Africana

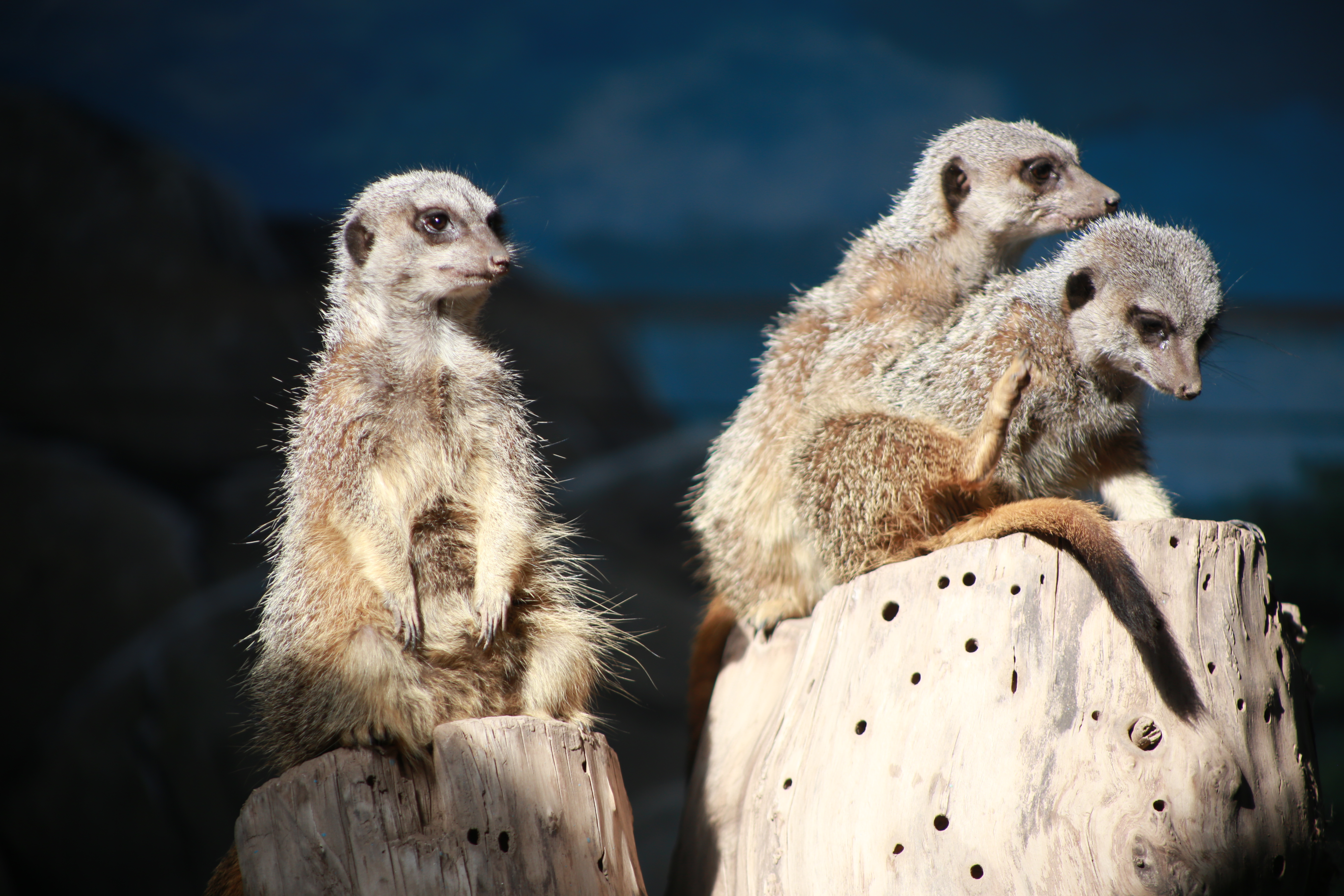
Suricata "Suricata suricatta"

- Oveja Somalí

- Gineta
- Suricata
- Hipopótamo Pigmeo
- Grulla Coronada De Cuello Negro
- Rinoceronte Blanco del Sur
- Lémur De Cola Anillada
- Puercoespín
- Cocodrilo Del Nilo
- León Africano
- Jirafa
- Avestruz
- Gacela de thompson
- Asno salvaje de somalia
- Niala

#### Artropodario
- Amazónica Sur
- Tarántula De Rodillas Blancas
- Tarántula Sri Lanka
- Tarántula Rey Babuino
- Tarántula Negra De Rio Grade Do Sul
- Tarántula Rosada Chilena
- Cucaracha Gigante
- Camarón Cherry
- Cangrejo Violinista
- Gorgojo Gigante